# Lisa Stansfield (álbum)
| Críticas profissionais | Críticas profissionais |
| Avaliações da crítica  | Avaliações da crítica  |
| Fonte                  | Avaliação              |
| ---------------------- | ---------------------- |
| allmusic               | [ 1 ]                  |

Lisa Stansfield é o quarto álbum da cantora inglesa Lisa Stansfield. O álbum trouxe a mesma sonoridade dos álbuns anteriores da Lisa e teve melhor repercussão mundial que seu álbum anterior: So Natural.
"The Real Thing" e a regravação do clássico de Barry White: "Never, Never Gonna Give You Up", foram as faixas mais marcantes do álbum, nessa última, Lisa susurra no início da canção, que tinha esperado tanto tempo, e finalmente pode gravá-la. Nos Estados Unidos, os remixes de 4 das faixas do álbum, fizeram bastante sucesso nas danceterias e alcançaram, todas elas, # 1 nas charts "dance" da Billboard.
No Brasil,o álbum também foi lançado na íntegra num dos cds da série de compilações: "Focus",a foto da capa do álbum também aparece na capa da coletânea,só que bem menor.
O álbum ganhou disco de platina no Reino Unido, por mais de 300 mil cópias vendidas.

## Faixas
1. "Never Gonna Fall" - 5:16
2. "The Real Thing" - 4:20
3. "I'm Leavin'" - 4:38
4. "Suzanne" - 4:59
5. "Never, Never Gonna Give You Up" - 5:02
6. "Don't Cry for Me" - 5:03
7. "The Line" - 4:26
8. "The Very Thought of You" - 5:23
9. "You Know How to Love Me" - 5:32
10. "I Cried My Last Tear Last Night" - 4:13
11. "Honest" - 4:54
12. "Somewhere in Time" - 4:44
13. "Got Me Missing You" - 4:43
14. "Footsteps" - 3:48

### Bonus tracks do CD de 1997
1. "The Real Thing" (Touch Mix) - 5:36
2. "People Hold On" (Bootleg Mix) - 3:42

### Bonus tracks do cd remasterizado de 2003
1. "People Hold On" (Bootleg Mix) - 3:42
2. "Breathtaking" (B-side of the single "Don't Cry for Me") - 4:50
3. "Baby Come Back" (bonus track on Lisa Stansfield album Japanese edition) - 3:34